# Dżallas
Dżallas (arab. جلاس) – wieś w Syrii, w muhafazie Idlib. W 2004 roku liczyła 404 mieszkańców.